# 在台湾アメリカ軍
在台湾アメリカ軍（ざいたいわんアメリカぐん）は、アメリカ合衆国と中華民国との間の相互防衛条約（米華相互防衛条約）に基づいて、1950年から1979年まで台湾地域に駐在していたアメリカ合衆国軍の部隊である。1979年にアメリカ合衆国と中華民国（台湾）の国交が断絶したことにより、撤退した。台湾関係法は、撤退に伴う軍事バランスの調整を目的として制定された。

## 指揮権

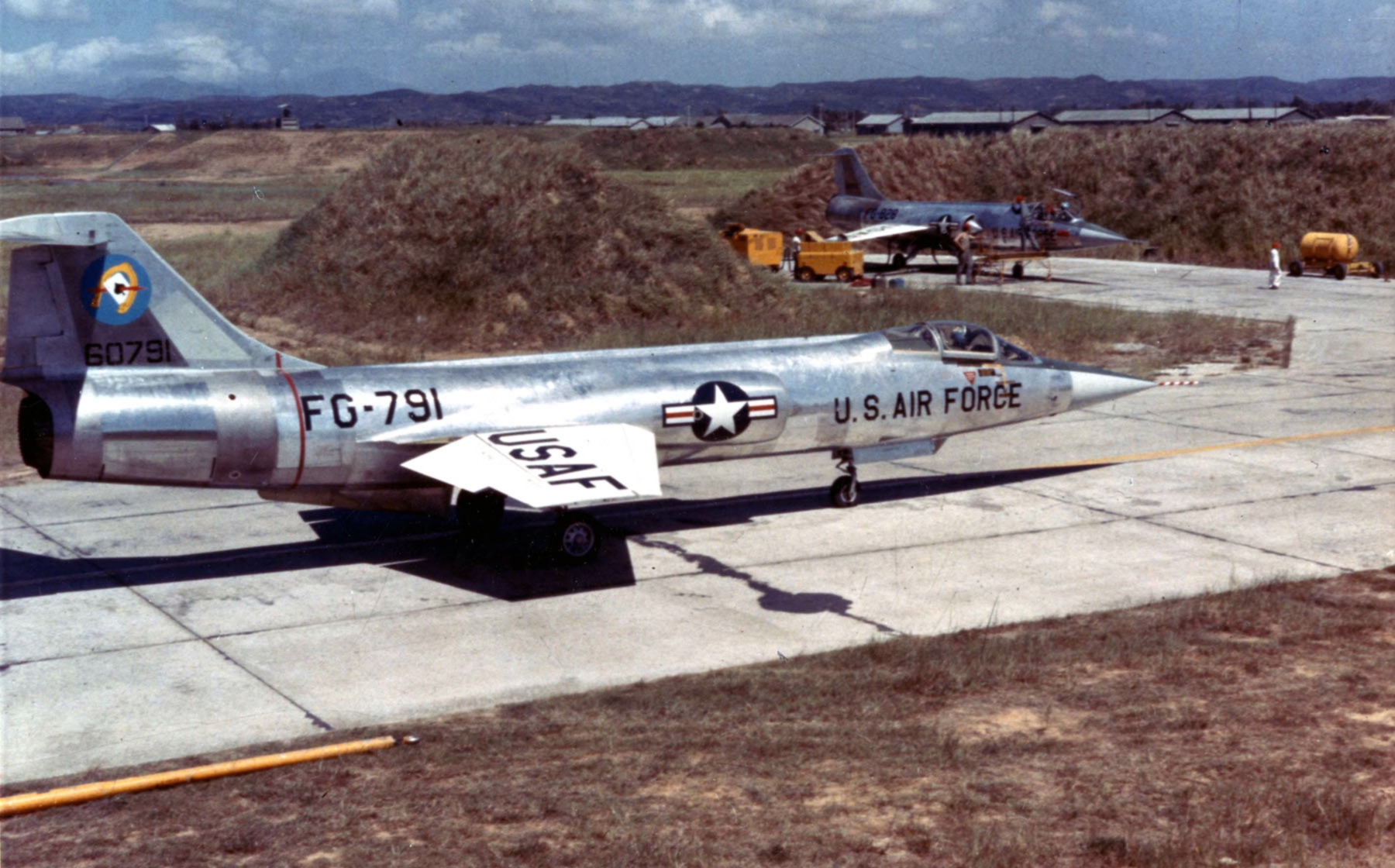
1958年9月15日に台湾で撮影されたアメリカ軍戦闘機

在台湾アメリカ軍は、アメリカインド太平洋軍司令部に直属するアメリカ軍協力防衛台湾司令部と在台湾アメリカ軍顧問団が指揮する。戦争発生のときは、中華民国国防部と共同で指揮する。

## 撤退した後の駐在部隊
在台湾アメリカ軍そのものは撤退しているが、2021年より中華民国国軍の訓練を支援する名目で駐在員を派遣している。